# Skate Canada International 2024
Skate Canada International 2024 – drugie w kolejności zawody łyżwiarstwa figurowego z cyklu Grand Prix 2024/2025. Zawody będą rozgrywano od 25 do 27 października 2024 roku w hali Scotiabank Centre w Halifaxie.
W konkurencji solistów zwyciężył Amerykanin Ilia Malinin, zaś w konkurencji solistek Japonka Kaori Sakamoto. W parach sportowych triumfowali Deanna Stellato-Dudek i Maxime Deschamps, zaś w parach tanecznych Piper Gilles i Paul Poirier, obie pary reprezentantowały Kanadę.

## Wyniki

### Soliści
| Poz. | Zawodnik            | Nota łączna | SP | SP     | FS  | FS     |
| ---- | ------------------- | ----------- | -- | ------ | --- | ------ |
| 1    | Ilia Malinin        | 301,82      | 1  | 106,22 | 1   | 195,60 |
| 2    | Shun Satō           | 261,16      | 2  | 96,52  | 4   | 164,64 |
| 3    | Cha Jun-hwan        | 260,31      | 4  | 88,38  | 2   | 171,93 |
| 4    | Sōta Yamamoto       | 257,00      | 3  | 92,16  | 3   | 164,84 |
| 5    | Władimir Litwincew  | 222,90      | 6  | 79,11  | 7   | 143,79 |
| 6    | Gabriele Frangipani | 222,57      | 10 | 76,18  | 5   | 146,39 |
| 7    | Aleksa Rakic        | 222,49      | 9  | 76,74  | 6   | 145,75 |
| 8    | Jason Brown         | 218,75      | 7  | 79,03  | 9   | 139,72 |
| 9    | Stephen Gogolev     | 216,84      | 5  | 82,70  | 10  | 134,14 |
| 10   | Mark Gorodnitsky    | 213,41      | 11 | 71,79  | 8   | 141,62 |
| 11   | Luc Economides      | 211,88      | 8  | 77,87  | 11  | 134,01 |
| 12   | Roman Sadovsky      | DNF         | 12 | 63,37  | DNS | DNS    |

### Solistki
| Poz. | Zawodniczka          | Nota łączna | SP | SP    | FS | FS     |
| ---- | -------------------- | ----------- | -- | ----- | -- | ------ |
| 1    | Kaori Sakamoto       | 201,21      | 1  | 74,97 | 2  | 126,24 |
| 2    | Rino Matsuike        | 192,16      | 10 | 52,31 | 1  | 139,85 |
| 3    | Hana Yoshida         | 191,37      | 4  | 65,32 | 3  | 126,05 |
| 4    | Kimmy Repond         | 191,07      | 3  | 66,94 | 5  | 124,13 |
| 5    | Madeline Schizas     | 190,04      | 5  | 65,28 | 4  | 124,76 |
| 6    | Alysa Liu            | 187,69      | 2  | 67,68 | 7  | 120,01 |
| 7    | Elyce Lin-Gracey     | 182,37      | 6  | 58,64 | 6  | 123,73 |
| 8    | Kaiya Ruiter         | 162,32      | 7  | 57,66 | 10 | 104,66 |
| 9    | Jekatierina Kurakowa | 162,07      | 12 | 47,31 | 8  | 114,76 |
| 10   | Sara-Maude Dupuis    | 160,46      | 9  | 54,15 | 9  | 106,31 |
| 11   | Wi Seo-yeong         | 140,85      | 11 | 47,86 | 11 | 92,99  |
| 12   | Kim Ye-lim           | 136,14      | 8  | 56,12 | 12 | 80,02  |

### Pary sportowe
| Poz. | Zawodnicy                                        | Nota łączna | SP | SP    | FS | FS     |
| ---- | ------------------------------------------------ | ----------- | -- | ----- | -- | ------ |
| 1    | Deanna Stellato-Dudek / Maxime Deschamps         | 197,33      | 1  | 73,23 | 2  | 124,10 |
| 2    | Jekatierina Giejnisz / Dmitrij Czygiriew         | 189,65      | 4  | 63,53 | 1  | 126,12 |
| 3    | Anastasija Gołubijewa / Hektor Giotopoulos Moore | 186,14      | 3  | 64,81 | 3  | 121,33 |
| 4    | Annika Hocke / Robert Kunkel                     | 184,30      | 2  | 64,82 | 4  | 119,48 |
| 5    | Emily Chan / Spencer Akira Howe                  | 178,31      | 5  | 61,04 | 5  | 117,27 |
| 6    | Julija Szczetinina / Michał Woźniak              | 173,84      | 6  | 60,87 | 6  | 112,97 |
| 7    | Darja Daniłowa / Michel Tsiba                    | 171,02      | 7  | 58,78 | 7  | 112,24 |
| 8    | Kelly Ann Laurin / Loucas Éthier                 | 163,60      | 8  | 52,16 | 8  | 111,44 |

### Pary taneczne
| Poz. | Zawodnicy                                | Nota łączna | RD | RD    | FD | FD     |
| ---- | ---------------------------------------- | ----------- | -- | ----- | -- | ------ |
| 1    | Piper Gilles / Paul Poirier              | 214,84      | 1  | 86,44 | 1  | 128,40 |
| 2    | Marjorie Lajoie / Zachary Lagha          | 199,90      | 2  | 77,34 | 2  | 122,56 |
| 3    | Jewgienija Łopariowa / Geoffrey Brissaud | 194,25      | 3  | 76,76 | 3  | 117,49 |
| 4    | Natálie Taschlerová / Filip Taschler     | 189,60      | 5  | 74,97 | 4  | 114,63 |
| 5    | Emilea Zingas / Wadym Kołesnyk           | 189,41      | 4  | 75,63 | 5  | 113,78 |
| 6    | Oona Brown / Gage Brown                  | 179,14      | 6  | 72,18 | 6  | 106,96 |
| 7    | Hannah Lim / Ye Quan                     | 177,09      | 8  | 70,64 | 7  | 106,45 |
| 8    | Alicia Fabbri / Paul Ayer                | 174,45      | 9  | 70,10 | 8  | 104,35 |
| 9    | Emily Bratti / Ian Somerville            | 173,08      | 7  | 71,48 | 9  | 101,60 |
| 10   | Holly Harris / Jason Chan                | 163,51      | 10 | 64,11 | 10 | 99,40  |